# Фурсин, Никита Владимирович
Никита Владимирович Фурсин (9 марта 1983, Обоянь, Курская область) — российский футболист, полузащитник.

## Карьера
Начинал свою карьеру в команде «Мострансгаз». Затем выступал за ряд клубов Второго дивизиона.
В течение нескольких сезонов играл в чемпионате Армении. В составе «Мики» становился призёром, обладателем кубка и суперкубка этой страны. Некоторое время выступал в белорусском первенстве за ряд команд высшей лиги: «Гранит» (Микашевичи), «Торпедо» (Жодино) и «Белшина» (Бобруйск).
В 2011 году вернулся в Россию. Вместе с «Тюменью» вышел в ФНЛ. Однако на новом уровне сыграл только 4 игры, после чего отправился в воронежский «Факел», где не сумел закрепиться в составе команды.
В 2016 году вернулся в «Авангард», за который играл в 2003 году. 31 января 2017 года было объявлено о расторжении контракта.
Директор ФК «Орёл».

## Достижения
«Мика»
- Серебряный призёр чемпионата Армении: 2009.
- Бронзовый призёр чемпионата Армении (2): 2006, 2007
- Обладатель Кубка Армении: 2006.
- Обладатель Суперкубка Армении: 2006.

«Салют-Энергия»
- Победитель Второго дивизиона зоны «Центр»: 2005.

«Нефтехимик»
- Победитель Второго дивизиона зоны «Урал-Поволжье»: 2011/2012

«Тюмень»
- Победитель Второго дивизиона зоны «Урал-Поволжье»: 2013/2014.